# Edificio Singular
El edificio Singular, ubicado en Pamplona, fue construido entre 1968 y 1976 y es actualmente edificio más alto de Navarra. Se compone de tres estructuras independientes que, en conjunto, conforman un único conjunto arquitectónico. Su diseño fue obra de un equipo de cinco arquitectos y fue ejecutado por la empresa Construcciones Flores entre 1971-1976. En la actualidad, es el más alto de Pamplona alcanzando los 70 m. de altura.

## Ubicación
Situado en el centro de la ciudad, el edificio se encuentra en la intersección de la Avenida del Ejército y la avenida de Pío XII, más exactamente al principio de esta segunda avenida y al final de la avenida del Ejército, en las inmediaciones de la Ciudadela, fuera de la antiguas murallas aunque, por este motivo, no se incluyó en el primer ensanche, planteado en los glacis interiores de la ciudadela.

## Historia
Durante la década de los 60, el Ayuntamiento de Pamplona fue recibiendo parte de los terrenos ocupados por instalaciones militares que, en aquel momento, se encontraban bajo su custodia. Estanislao de la Quadra-Salcedo convocó un concurso para la construcción del nuevo enclave.
El edificio se construyó entre 1968 y 1976. El objetivo del consistorio era edificar en ese espacio un "edificio singular" que se erigiera como un referente dentro del entorno urbano en el que se ubicaba.
Las bases del concurso para la construcción del edificio establecían de manera clara que este debía respetar el carácter histórico de la zona. Dicho respeto historicista hacía referencia al enclave situado frente al solar: la ciudadela.Esta fortificación renacentista del siglo XVI, que formó parte defensivo de Pamplona, es en la actualidad un espacio cultural y recreativo. Por lo tanto, además de preservar este carácter histórico, el edificio debía poseer una identidad arquitectónica propia. No se trataba únicamente de erigir un edificio de gran altura, sino de crear una construcción que reflejara la continuidad entre el pasado, el presente y el futuro de la ciudad.

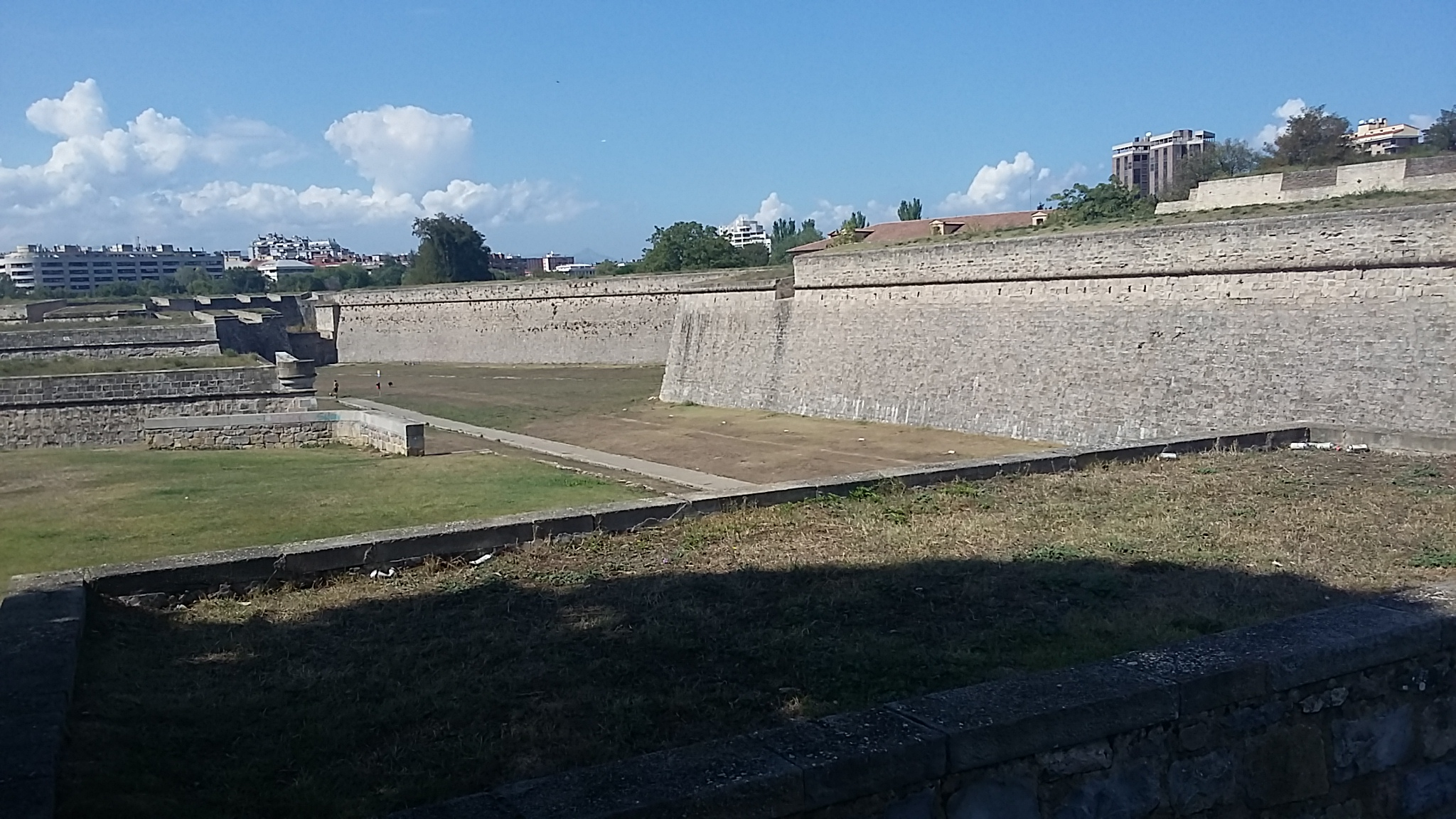
Se puede observar la parte final del Edificio Singular en la parte superior derecha de la imagen.

El diseño del edificio estuvo a cargo de los arquitectos Manuel Jaén Albaitero, quien dirigió el equipo, Manuel Jaén de Zulueta Miguel Ángel Ruiz-Larrea y Luis Lozano Giménez. Asimismo, Javier Guibert Tabar participó en la dirección de la obra

## Descripción
El edificio se compone de tres partes diferenciadas: dos destinadas a uso residencial y una a oficinas. Su diseño fue concebido con el propósito de crear una pequeña ciudad integrada dentro de estas tres estructuras, ofreciendo a sus residentes diversos espacios para su uso y disfrute. Entre estos se incluyen un aparcamiento, un centro comercial, un restaurante, un jardín en altura y una piscina, además de las propias viviendas y oficinas. 

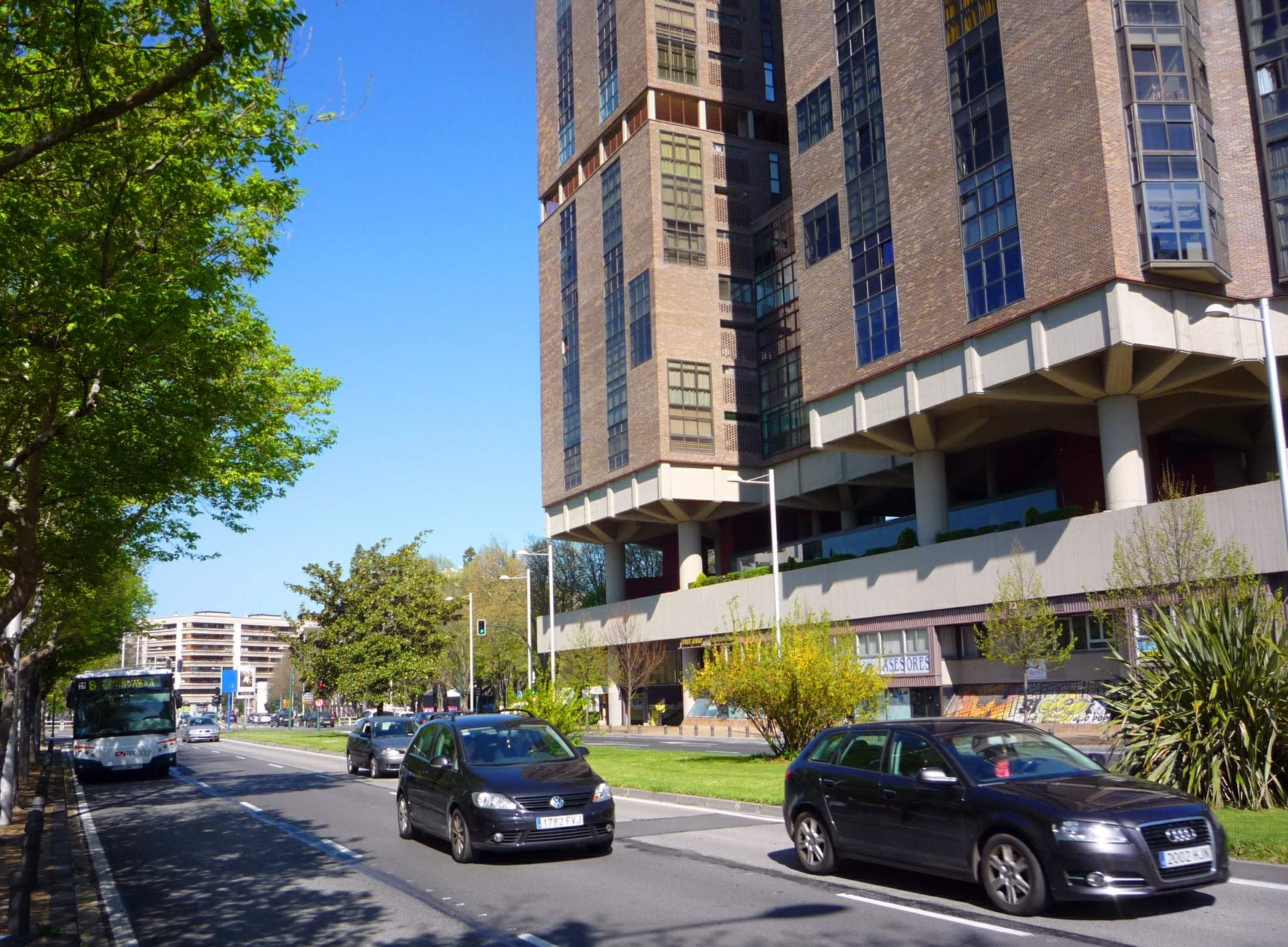
Columnas de hormigón del edificio.

La edificación se erigió sobre una serie de pilares que permitieron mantener las plantas bajas diáfanas, facilitando su uso como espacios comerciales. Estas imponentes columnas de hormigón constituyen un elemento distintivo que vincula el edificio con la arquitectura brutalista.  Este estilo arquitectónico se caracteriza por el empleo del hormigón en bruto, con su textura rugosa y sin revestimientos. Además, el brutalismo suele incorporar elementos estructurales de grandes dimensiones, como las columnas del edificio, que elevan su base sobre el área comercial. Esta configuración no solo optimiza el espacio, sino que también confiere al conjunto una sensación de solidez y monumentalidad, rasgos representativos de esta corriente arquitectónica. 
Sobre la zona comercial se encuentra un área de acceso comunitario que simula una plaza. Para llegar a las viviendas, es necesario utilizar dos ascensores: el primero permite el acceso a la entreplanta, que funciona como una plaza elevada, mientras que el segundo facilita la llegada a las distintas viviendas.
Dos de las torres que están destinadas a la zona residencial presentan una planta de forma pentagonal y cuentan con quince alturas, albergando viviendas con tres orientaciones. La tercera torre, de menor altura en comparación con las anteriores, posee una planta de configuración cuadrada y está destinada al uso de apartamentos y oficinas.
En la octava planta, las torres presentan un corte en su estructura, quedando libres de viviendas y generando un espacio abierto. Inicialmente, esta zona fue concebida para albergar un jardín destinado al uso y disfrute de los residentes. En este diseño se evidencia la influencia del arquitecto francés Le Corbuiser, quien innovó en la arquitectura moderna al incorporar jardines en las azoteas de los edificios, promoviendo así la integración de la naturaleza en entornos urbanos. Además, promovió la construcción de plazas cubiertas, que eran grandes estructuras abiertas y cubiertas flotantes para promover la vida comunitaria, independientemente de la climatología.
El edificio sigue el funcionalismo moderno que se desarrolla tras la Segunda Guerra Mundial., Con un diseñoque hace uso del hormigón armado, el acero y el vidrio, materiales característicos de la reconstrucción de la posguerra. Además, su disposición espacial responde a una lógica racionalista, alineada con la arquitectura promovida por Le Corbuiser.
El proyecto original contemplaba la construcción del edificio más alto de la región. Sin embargo, con el objetivo de no interferir con el tráfico aéreo del Aeropuerto de Noáin, se decidió reducir su altura. A pesar de esta modificación, sigue siendo el edificio más alto de Navarra, con una altura de 70 metros.

Muchos de los locales situados en la planta baja de los edificios acabaron cerrando debido a su escasa rentabilidad. En la actualidad, estos espacios comerciales han sido reconvertidos en viviendas. Un ejemplo de ello es el antiguo bar "El Plural", que cerró hace aproximadamente 18 años. El arquitecto de la obra, Óscar Vidaurre, ha logrado mantener la esencia del antiguo establecimiento en la nueva vivienda.

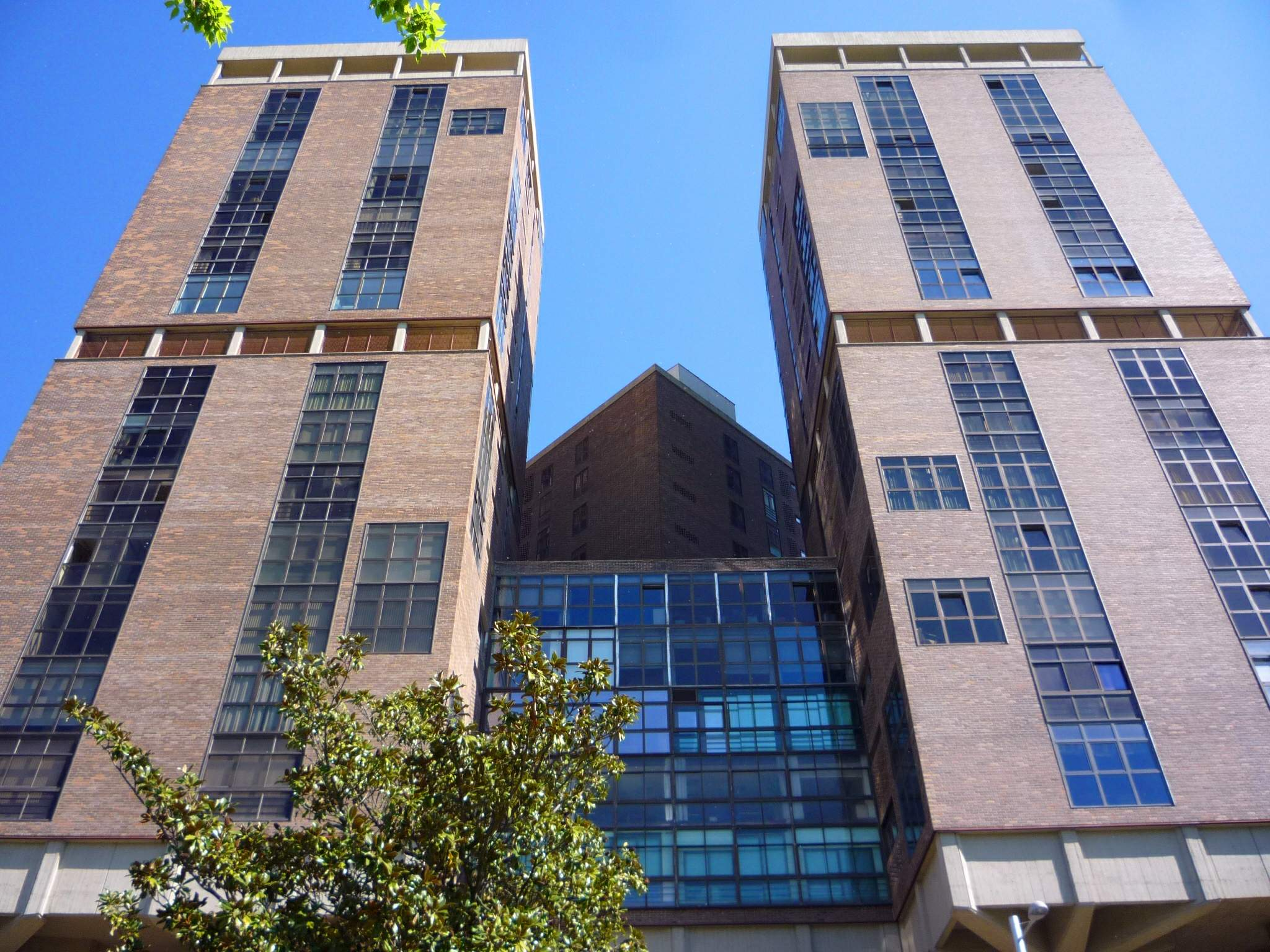
Edificio Singular antes de su remodelación.

## Remodelaciones del edificio

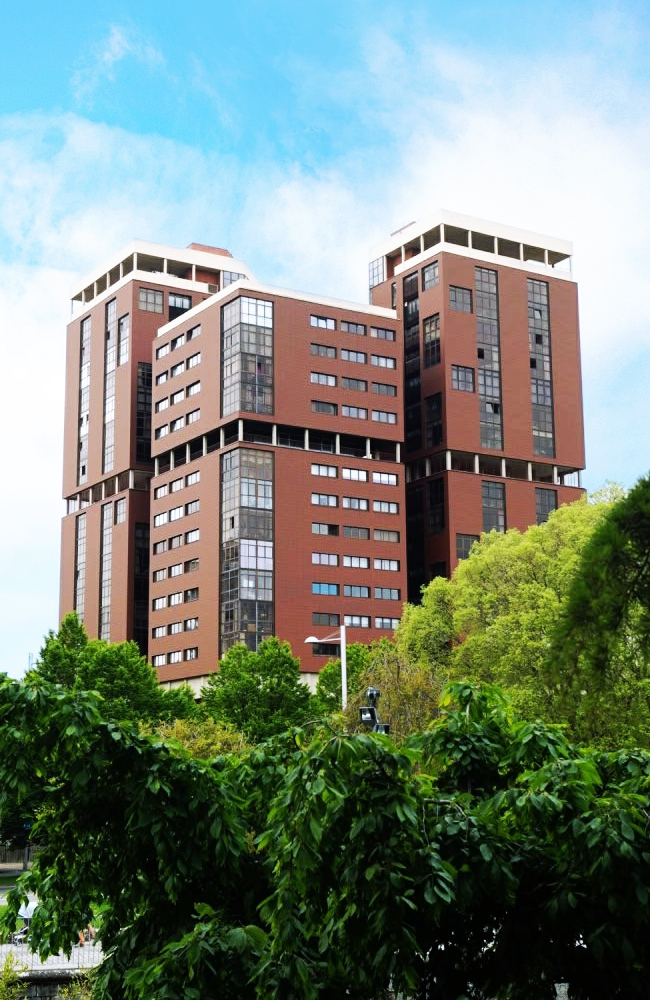
El edificio tras su remodelación (2 de mayo de 2025) visto desde los Jardines de la Taconera

Durante muchos años, la fachada del edificio "Singular" ha resistido diversas condiciones climáticas. Sin embargo, con el paso del tiempo, ha sufrido un progresivo deterioro, presentando problemas tanto de filtración de agua como de aislamiento térmico. Debido a su gran altura, cuando las precipitaciones son intensas y van acompañadas de fuertes vientos, el agua queda adherida al ladrillo, lo que hace que haya filtraciones.
La primera solución propuesta para remediar este problema fue pintar el ladrillo, una medida que, si bien proporcionó una mejora temporal, resultó insuficiente a largo plazo. Transcurridos cinco años, el agua volvió a filtrarse, evidenciando la necesidad de una solución más duradera.
Por ello, se planteó una nueva estrategia: la instalación de fachada ventilada. La obra fue aprobada a finales de 2018 y estuvo a cargo de los arquitectos José Araujo Muñoz y Asier Oteiza, quienes trabajaron en replicar fielmente la apariencia original del ladrillo, respetando su color y la textura granulada de la cerámica. Las nuevas piezas de cerámica incorporan una capa de aislamiento de 10 centímetros para ofrecer una mayor protección frente a las inclemencias del tiempo. En particular, se utilizó lana de roca ignífuga, un material altamente resistente, que e¡queda oculto tras el revestimiento cerámico.